# Gruppo Binda

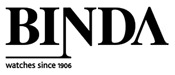
Logo della Binda

Binda Italia è un'azienda italiana fondata nel 1906 da Innocente Binda e specializzata nella produzione e vendita di orologi, gioielli e pelletteria. Marchi di proprietà dell'azienda nel settore degli orologi sono: Wyler Vetta, Breil, Hip Hop e Chronotech.

## Storia
Dopo avere imparato il mestiere a Luino, Innocente Binda, nato nel 1886 a Monvalle, rimasto orfano a tre anni e avendo studiato solo fino alla terza elementare, apre a vent'anni a Besozzo, un paese sul Lago Maggiore, un negozio per riparare e vendere orologi.
Nel 1926 si trasferisce a Milano, rifornendosi  dalla Svizzera sia di prodotti finiti sia di componenti con i quali sviluppa una propria attività commerciale di orologi.
Nel 1932 inizia a vendere i primi orologi da polso con il  marchio Wyler, creati a Bienne (Svizzera) da Paul e Alfred Wyler, dotati del bilanciere flessibile Incaflex ad elevata robustezza. Poiché in quel periodo non era possibile vendere in Italia prodotti con nomi stranieri, un anno più tardi viene registrato il marchio Wyler Vetta dove Wyler è il cognome dei creatori dei modelli e Vetta, nome italiano, è invece inventato.
Innocente Binda nel 1934 (e poi anche nel 1938) sponsorizza con gli orologi Wyler Vetta la squadra nazionale di calcio, campione del mondo. L'allenatore Vittorio Pozzo e i giocatori (tra cui Peppino Meazza e Combi) indossavano gli orologi anche durante le partite per dimostrarne la resistenza. Nel 1939 crea il marchio Breil per poi trasferire l'attività nel Varesotto durante la guerra e ritornare a Milano subito dopo la fine del conflitto.
Sempre per dimostrare la resistenza degli orologi Wyler Vetta, Binda s'inventa un'altra iniziativa: buttare gli orologi dall'alto della Torre Eiffel, a Parigi, e fare registrare, dopo un volo di 300 metri, il loro perfetto funzionamento da un notaio. L'esperienza sarà poi ripetuta nel 1962 buttandoli dall'alto (circa 200 metri) della Torre di Seattle. Innocente Binda è anche tra i primi a pubblicizzare Wyler Vetta in televisione, in Carosello, a sperimentare nuove forme di pubblicità (dai cartelloni a una flotta di auto Alfa Romeo che percorre l'Italia con il marchio dell'orologio ben visibile sul tettuccio), a ricorrere ai testimonial (da Gino Cervi a Isa Miranda, da Carlo Dapporto a Vittorio De Sica).
Nel 1965 (anno in cui scompare Innocente e l'azienda passa sotto la guida del figlio Mario) la Binda ottiene la distribuzione esclusiva del marchio svizzero Longines. La sede è trasferita a Milano da via Dante a via Cusani, viene ridimensionato il settore dei ricambi (chiuso una decina d'anni più tardi), nel 1984 nascono gli orologi Hip-Hop (il nome è inventato dall'agenzia Pirella) dal cinturino di caucciù profumato e intercambiabile, le vendite degli orologi Longines (grazie anche alla creazione di nuovi orologi in oro) vanno molto bene e rappresentano all'inizio degli anni Novanta il 60% dei ricavi con più di 230 dipendenti. In questo periodo il Gruppo Binda è concessionario anche del marchio sovietico Vremia, e rilascia in commercio lo Svegliolino, una sveglietta da tavolo che riproduceva la voce di Lino Banfi e il cui nome parodiava lo svegliarino, nome con cui venivano chiamati quei segnatempo da polso dotati della funzione di allarme.
Nel 1993 l'azienda diventa proprietaria del marchio Wyler Vetta, ma proprio nello stesso periodo non è rinnovato l'accordo per la distribuzione di Longines. Così la società incontra un periodo di forte difficoltà e vara una profonda ristrutturazione sotto la guida della terza generazione Binda, i fratelli Marcello e Simone: sono effettuati licenziamenti e portate all'esterno varie attività. L'azienda si riprende grazie al rilancio e all'internazionalizzazione del marchio Breil chiamando come testimonial importanti attrici e modelle (da Monica Bellucci a Shana Zadrick, da Carré Otis a Jane Campbell, da Charlize Theron a Edward Norton) e con uno slogan di successo: "Toglietemi tutto ma non il mio Breil", in seguito sostituito da "Don't touch my Breil".
Nel 1997 l'azienda diventa licenziataria per la distribuzione in Italia degli orologi Seiko e della sua associata Lorus, nel 1999 degli orologi della Nike (Nike Timing), quindi di quelli firmati Dolce & Gabbana (D&G Time). Nel 2001 nasce la prime collezione di gioielli Breil Stones, in acciaio dal design innovativo, seguita da D&G Jewels e Trudi Jewels, nel 2003 nasce anche la linea di borse Breil con l'apertura del primo negozio monomarca Breil Shop a Milano. L'azienda distribuisce anche telefonini-gioiello Vertu e nel 2006 diversifica nel mondo della ristorazione aprendo a Milano in corso Magenta il ristorante di sushi "Zero", fondato dai due fratelli Binda e Paolo Durazzano, un ex pubblicitario, con un eclettico chef, Hide Shinohara.
Nel 2007 il gruppo Binda stringe accordi per produrre e vendere in licenza orologi Moschino e Paris Hilton, nel 2008 si espande negli Stati Uniti (dove già aveva aperto una filiale a Miami) con l'acquisto a New York da un fondo americano della società Advance Watch Group, conosciuta al grande pubblico come Geneva Watch e con una serie di marchi tra cui Freestyle, Kenneth Cole New York, Speedo. Nel 2010 sono riproposti gli orologi Hip-Hop con cinturino diverso: dal caucciù al silicone, colorato e sempre intercambiabile a seconda delle circostanze e dell'umore. Nei primi 18 mesi ne vengono venduti 2,5 milioni di pezzi. Ma sempre nel 2010 il gruppo, che ha un indebitamento di una novantina di milioni, deve fare ricorso alla cassa integrazione per un centinaio di dipendenti.
Nel 2011, con un fatturato di 300 milioni di euro realizzati per il 39% con l'export, l'azienda acquisisce Chronotech, un marchio di orologi che per alcuni anni è stato sponsor della Formula 1 e che ha ottenuto notevole successo commerciale, caratterizzato da forme sportive e da un peculiare vetro a forma piramidale. Il marchio è finito nel portafoglio di una società barese finita in concordato preventivo perché indebitata. E poco dopo lancia Hip-Hop Jewels, collezione di anelli, orecchini e braccialetti in silicone impreziositi da cristalli Swarovski e ad un prezzo molto accessibile, dai 19 ai 22 euro.
Nel 2013 il marchio Chronotech diventa sponsor ufficiale della squadra di calcio del Milan con Stephan El Shaarawy come testimonial.
Nel 2015 i conti del Gruppo Binda entrano in grande sofferenza, a causa anche dei risultati non positivi di Geneva Watch che, dopo aver perso varie licenze, è vicina alla bancarotta e alla fine dell'anno è ceduta ad un gruppo cinese. Sempre alla fine del 2015, in dicembre, Binda finisce in concordato con continuità aziendale.Nel 2021 viene riattualizzato il cronografo Wyler Vetta Jumbostar, nato originariamente nel 1968 in chiave moderna riscontrando un successo a livello mondiale.